# Halysidota tessellaris
Halysidota tessellaris — вид медведиц, обитающих в южной части Канады и юга Техаса, а также в Центральной Флориде (Северная Америка).
Как и другие члены семейства медведиц, халиситода мозаичная имеет химическую защиту, приобретённую от растения-хозяина в гусеничной стадии. В данном случае защитой являются алкалоиды. Наглое поведение гусеницы часто предполагает её химзащиту.

## Описание
Гусеница достигает размеров в 35 мм.

## Размножение
Halysidota tessellaris выводит одно поколение в год на севере и два или более выводков может быть на юге.

### Развитие

#### Яйца
Яйца самка откладывает кучками на нижней стороне листьев питательных растений.

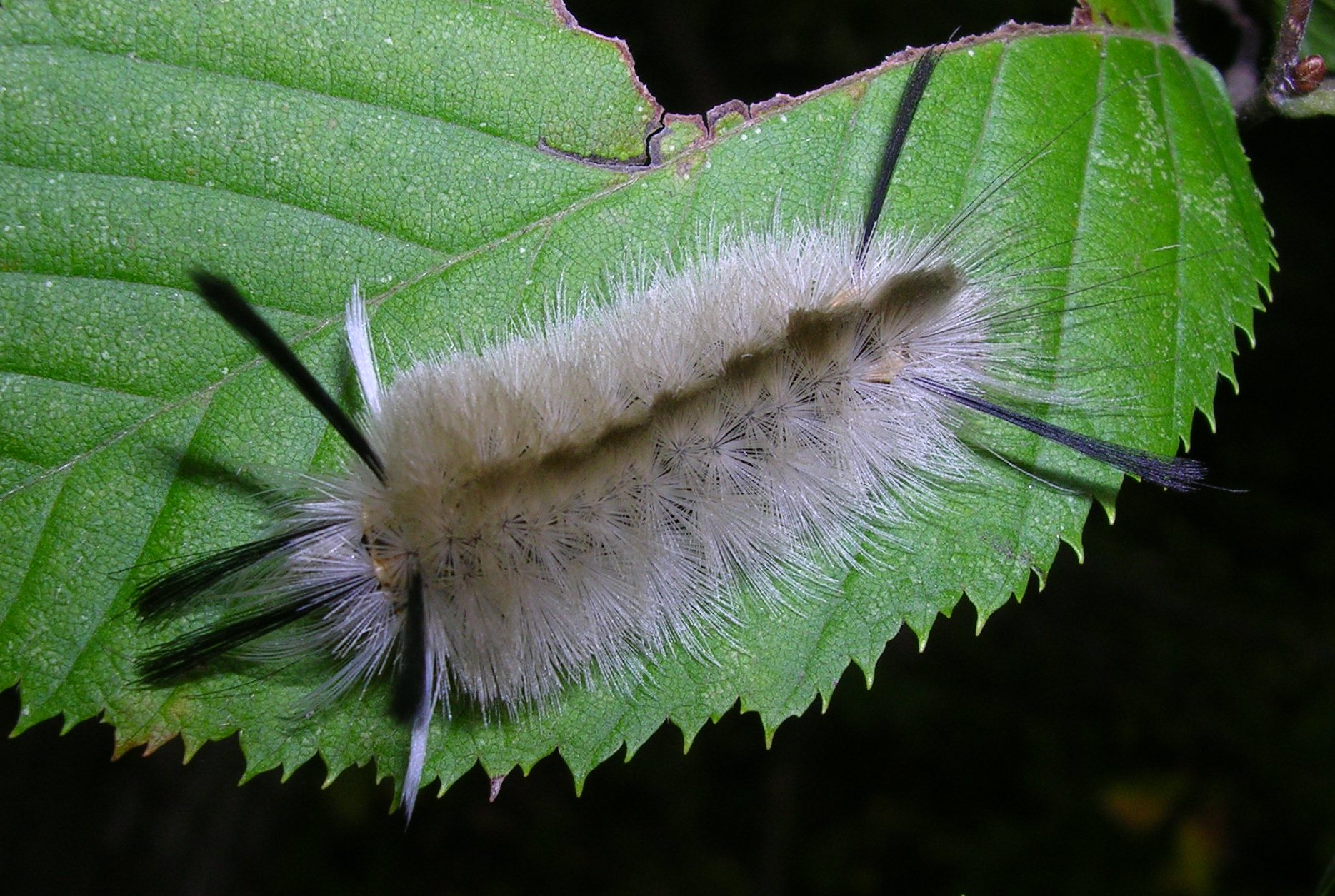
Гусеница

#### Гусеницы
Гусеницы покрыты длинными, похожими на волоски щетинками, некоторые из них взбиты в кучки и длиннее чем остальные. Цвет ворсинок варьируется от желтоватого до рыжего или тёмно-коричневого. Чересчур длинные «волосы карандаши» с обоих, переднего и заднего концов, окрашены в белый и чёрный цвета. Голова чёрная. На севере гусеницы будут готовы окукливаться начиная с июля и заканчивая ранним августом. Гусеницы отдыхают на верхней части листьев и даже поодиночке они легко заметны.

#### Куколки
Кокон серого цветы.

## Кормовые растения
Гусеницы Halysidota tessellaris кормятся следующими растениями:
- Ольха (Alnus)
- Ясень (Fraxinus)
- Берёза (Betula)
- Черника (Vaccinium myrtillus)
- Каштан (Castanea)
- Вяз, или ильм (Ulmus)
- Виноград (Vitis)
- Каркас, или каменное дерево (Celtis)
- Лещина, или орешник (Соrylus)
- Дуб (Quercus)
- Орех грецкий, или орех царский (Juglans regia)
- Ива, ветла, ракита, лоза, лозина, или верба (Salix)

и многие другие.
Не значительный ущерб наносится этой гусеницей деревьям.